# Rezolucje Rady Bezpieczeństwa ONZ z roku 1967
Stałe miejsca w Radzie Bezpieczeństwa ONZ w 1967 posiadały:
- Francja
- Republika Chińska
- Stany Zjednoczone
- Wielka Brytania
- ZSRR

W roku 1967 członkami niestałymi Rady były:
- Mali
- Nigeria
- Etiopia
- Japonia
- Indie
- Argentyna
- Brazylia
- Kanada
- Dania
- Bułgaria

## Rezolucje
Rezolucje Rady Bezpieczeństwa ONZ przyjęte w roku 1967: 
- 233 (w sprawie sytuacji na Bliskim Wschodzie)
- 234 (w sprawie sytuacji na Bliskim Wschodzie)
- 235 (w sprawie sytuacji na Bliskim Wschodzie)
- 236 (w sprawie sytuacji na Bliskim Wschodzie)
- 237 (w sprawie sytuacji na Bliskim Wschodzie)
- 238 (w sprawie Cypru)
- 239 (w sprawie Demokratycznej Republiki Konga)
- 240 (w sprawie sytuacji na Bliskim Wschodzie)
- 241 (w sprawie Demokratycznej Republiki Konga)
- 242 (w sprawie sytuacji na Bliskim Wschodzie)
- 243 (w sprawie Jemenu)
- 244 (w sprawie Cypru)